# Хокејашка лига Украјине
Хокејашка лига Украјине (укр. Чемпіонат Україні з Хокею) је по рангу највиша лига хокеја на леду у Украјини.

## Историја
Хокејашка лига Украјине је основана након распада СССР-а 1992. године. Највише титула до сада је освојила екипа Сокил Кијев (12 титула).

## Клубови
| Дивизија          | Клуб                  | Град            |
| ----------------- | --------------------- | --------------- |
| Запад             | Патриот Виница        | Виница          |
| Запад             | Експрес Лив           | Лив             |
| Запад             | Вим-Беркут            | Лив             |
| Запад             | Јавир                 | Јаворив         |
| Запад             | ХК Луцк               | Луцк            |
| Запад             | Ватра Ивано-Франкивск | Ивано-Франкивск |
| Запад             | Олимпија Калуш        | Калуш           |
| Центар            | Сокил Кијев           | Кијев           |
| Центар            | Беркут Кијев          | Кијев           |
| Центар            | Биљиј Барс            | Бровари         |
| Центар            | Ворони Суми           | Суми            |
| Центар            | ХК Харков             | Харков          |
| Центар            | Донбас Доњецк         | Доњецк          |
| Исток             |                       |                 |
| Дњепар Херсон     | Херсон                |                 |
| Одеса             | Одеса                 |                 |
| Легион Симферопољ | Симферопољ            |                 |

## Шампиони[1]
- 1993/94 - Сокил Кијев
- 1994/95 - СССМ Кијев
- 1995/96 - Сокил Кијев
- 1996/97 - Сокил Кијев
- 1997/98 - Сокил Кијев
- 1998/99 - Сокил Кијев
- 1999/00 - Беркут Кијев
- 2000/01 - Беркут Кијев
- 2001/02 - Беркут Кијев
- 2002/03 - Сокил Кијев
- 2003/04 - Сокил Кијев
- 2004/05 - Сокил Кијев
- 2005/06 - Сокил Кијев
- 2006/07 - АТЕК Кијев
- 2007/08 - Сокил Кијев
- 2008/09 - Сокил Кијев
- 2009/10 - Сокил Кијев
- 2010/11 - Донбас Доњецк